# 타테브 케이블카

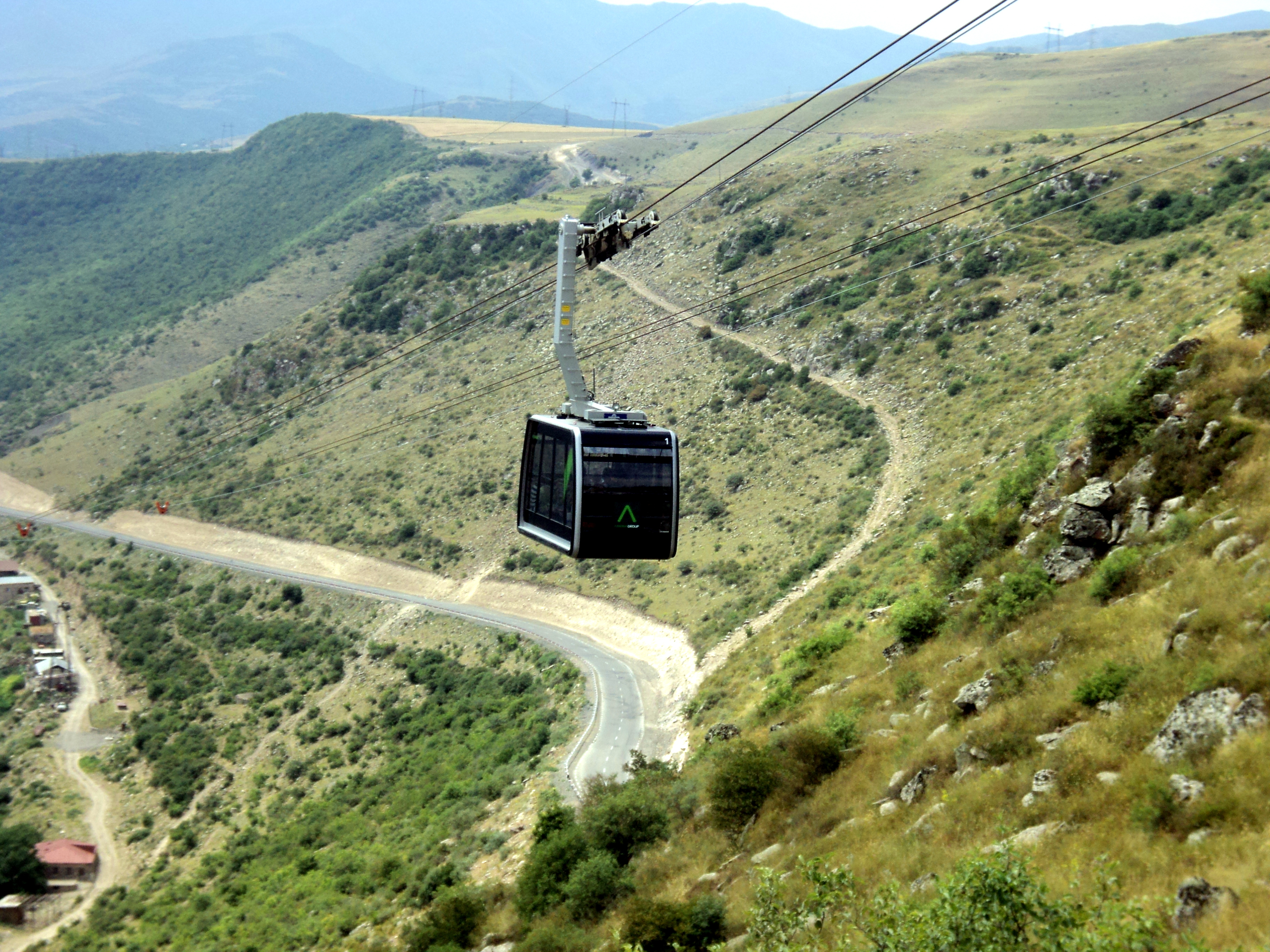
타테브 케이블카

타테브 케이블카(아르메니아어: Տաթևի թևեր)는 아르메니아 슈니크주 할리드조르에서 타테브까지 이어주는 케이블카이다. 2010년 10월 운영을 시작하였다. 기네스 세계기록에 중간에 멈추지 않는 제일 긴 복선 케이블카로 등재되어 있다.